# Schuylkill (rivière)
La rivière Schuylkill est un cours d'eau américain, affluent du Delaware, qui coule dans l'État de Pennsylvanie. Elle mesure un peu plus de 200 km de longueur et son bassin couvre quelque 5 000 km2. Elle prend sa source dans les montagnes Appalaches près de la ville de Tamaqua. Elle se jette dans le Delaware sur l'ancien site des chantiers navals de Philadelphie.
Un immeuble à Monaco porte le nom de ce fleuve en hommage à la Princesse Grace, native de Philadelphie.

## Principales villes traversées
- Pottsville
- Schuylkill Haven
- Hamburg
- Reading
- Birdsboro
- Pottstown
- Phoenixville
- Norristown
- Conshohocken
- Philadelphie